# Магомедалиев, Шахруддин Магомедович
Шахруддин Магомедович Магомедалиев (азерб. Məhəmmədəliyev Şahruddin Məhəmməd oğlu; род. 12 июня 1994, Махачкала) — российский и азербайджанский футболист, вратарь клуба «Карабах» и сборной Азербайджана.

## Клубная карьера

### Сумгаит
В феврале 2014 года подписал двухлетний контракт к клубом азербайджанской Премьер-лиги ФК «Сумгаит», куда перешёл из кусарского «Шахдага», в составе которого провёл полгода. Через неделю после перехода в новый клуб дебютировал в матче 20 тура против ФК «АЗАЛ». Всего сыграл 7 матчей, в которых пропустил 12 голов. В четвёртом своём матче против «Баку» впервые отыграл «на ноль».
В сезоне 2014/2015 он принял участие в 14 матчах премьер-лиги (3 — на ноль), в которых пропустил 19 мячей.
В 15 играх чемпионата Азербайджана сезона 2015/2016 Магомедалиев пропустил 20 мячей. В 3 матчах отстоял свои ворота на ноль.

### Карабах
В чемпионате Азербайджана сезона 2016/2017 года провёл 7 матчей, в которых пропустил 3 гола.
В одном из 5 матчей Чемпионата Азербайджана сезона 2017/2018 Магомедалиев пропустил 2 гола. В остальных 4 играх ему удалось не пропустить ни одного мяча. 17 ноября 2017 года в матче против «Сумгаита» на 34-й минуте вышел на замену вместо Эльвина Юнусзаде после того, как вратарь Ибрагим Шехич получил прямую красную карточку.
В сезоне 2018/19 годов в составе своей команды он провёл 9 игр. В 2 играх оставил свои ворота неприкосновенными.
В премьер-лиге сезона 2019/2020 годов Шахрудин принял участие в 10 встречах. В 9 из них в ворота «Карабаха» не влетело ни одного мяча. И только в домашней игре с «Кешлей» он пропустил 2 гола (счёт матча — 2:2).
Дебют в еврокубках пришёлся на 12 декабря 2019 года. Это был матч 6-го тура группового этапа Лиги Европы 2019/2020 с люксембургским «Дюделанжем». Шахрудин отыграл весь матч. Это единственная еврокубковая игра в том сезоне в активе Магомедалиева.
Очередной сезон (2020/2021) для Магомедалиева сложился удачно. Он принял участие в 29 играх в четырёх турнирах (Чемпионат и Кубок Азербайджана, Лига Чемпионов и Лига Европы). Более половины игр (15) он отстоял на ноль. В 14 матчах пропустил 22 мяча. 16 апреля 2021 года в матче с «Сабаилом» Шахрудин получил травму. На 30-й минуте нападающий соперников Амиль Юнанов в попытке дотянуться до мяча попал ногой по голове далеко вышедшего из ворот Магомедалиева. Нападающий разбил Шахрудину голову, а сам голкипер рухнул на газон без сознания. Следующий матч он провёл на лавке. Не успев оправиться от травмы, Магомедалиев 4 мая сломал руку. Это произошло на 23-й минуте в матче с клубом «Зиря».
После этого Шахрудин пропустил 7 матчей за клуб и за сборную.
В еврокубках сыграл 9 игр (2 сухих матча). 16 сентября 2020 года в рамках 3-го раунда квалификации Лиги чемпионов УЕФА Карабах встречался с норвежским «Мольде». На 101-й минуте Шахрудин отразил пенальти, назначенный за фол. В серии послематчевых пенальти удачно реализовал пенальти, однако как вратарь отразить ни один одиннадцатиметровый удар соперника он не смог. В итоге норвежцы победили и прошли дальше.
В сезоне 2021/22 года во всех турнирах (Чемпионат страны, Кубок страны, Кубок Конференций) сыграл 32 матча, в том числе 16 без пропущенных мячей. В остальных играх пропустил 19 голов.
В рамках квалификации ЛЧ 2022/23 сыграл 3 матча, в которых пропустил 4 мяча. Склонен к авантюрной игре и ошибкам.

### «Адана Демирспор»
Летом 2023 года покинул «Карабах», и перешел в «Адана Демирспор».

### «Карабах»
18 июля 2024 года он вернулся в Карабах, подписав контракт с клубом до лета 2025 года.

## Карьера в сборной
В январе 2009 года проводил сбор с юношеской сборной России в Москве. С 10 по 18 декабря 2010 года провёл сбор юношеской сборной России на базе спортивного комплекса «Парус» в Сочи.
В 2014 году привлекался в состав молодёжной сборной Азербайджана на матч квалификационного раунда Чемпионата Европы 2015 против сборной Норвегии, проходивший в Баку 1 июня 2014 года, в этой игре остался в запасе. Всего сыграл 11 игр за юношескую сборную Азербайджана. 9 октября 2015 года в матче с юношеской сборной Австрии Шахрудин был удалён на 90-й минуте.
13 октября 2020 года в рамках Лиги Наций УЕФА в матче 1-го тура со сборной Кипра состоялся дебют Магомедалиева за сборную Азербайджана. В этом турнире из 6 матчей он сыграл 3 матча (с Кипром, Черногорией и Люксембургом) и все они закончились с одинаковым счётом — 0:0.
По состоянию на март 2024 года за сборную Азербайджана Шахрудин сыграл в 26 матчах, пропустил 33 мяча и в 8 матчах оставил ворота «сухими».

## Достижения
Чемпионат Азербайджана
- Победитель (6): 2015/16, 2016/17, 2017/18, 2018/19, 2019/20, 2021/22
- Вице-чемпион (1): 2020/21

Кубок Азербайджана
- Победитель (3): 2015/16, 2016/17, 2021/22

## Статистика

### Клубная
| Сезон     | Чемпионат Азербайджана | Чемпионат Азербайджана | Чемпионат Азербайджана | Кубок Азербайджана | Кубок Азербайджана | Кубок Азербайджана | Лига Европы | Лига Европы | Лига Европы | Лига чемпионов | Лига чемпионов | Лига чемпионов | Кубок конференций | Кубок конференций | Кубок конференций | Всего | Всего | Всего |
| Сезон     | Игры                   | Голы                   | С.м.                   | Игры               | Голы               | С.м.               | Игры        | Голы        | С.м.        | Игры           | Голы           | С.м.           | Игры              | Голы              | С.м.              | Игры  | Голы  | С.м.  |
| --------- | ---------------------- | ---------------------- | ---------------------- | ------------------ | ------------------ | ------------------ | ----------- | ----------- | ----------- | -------------- | -------------- | -------------- | ----------------- | ----------------- | ----------------- | ----- | ----- | ----- |
| 2013/2014 | 7                      | -12                    | 1                      | 0                  | 0                  | 0                  | 0           | 0           | 0           | 0              | 0              | 0              | 0                 | 0                 | 0                 | 7     | -12   | 1     |
| 2014/2015 | 14                     | -19                    | 4                      | 1                  | 0                  | 1                  | 0           | 0           | 0           | 0              | 0              | 0              | 0                 | 0                 | 0                 | 15    | -19   | 5     |
| 2015/2016 | 15                     | -20                    | 3                      | 1                  | 0                  | 1                  | 0           | 0           | 0           | 0              | 0              | 0              | 0                 | 0                 | 0                 | 16    | -20   | 4     |
| 2016/2017 | 7                      | -3                     | 4                      | 4                  | -2                 | 3                  | 0           | 0           | 0           | 0              | 0              | 0              | 0                 | 0                 | 0                 | 11    | -5    | 7     |
| 2017/2018 | 5                      | -2                     | 4                      | 0                  | 0                  | 0                  | 0           | 0           | 0           | 0              | 0              | 0              | 0                 | 0                 | 0                 | 5     | -2    | 4     |
| 2018/2019 | 9                      | -12                    | 2                      | 3                  | -2                 | 1                  | 0           | 0           | 0           | 0              | 0              | 0              | 0                 | 0                 | 0                 | 12    | -14   | 3     |
| 2019/2020 | 10                     | -2                     | 9                      | 0                  | 0                  | 0                  | 1           | -1          | 0           | 0              | 0              | 0              | 0                 | 0                 | 0                 | 11    | -3    | 9     |
| 2020/2021 | 18                     | -11                    | 10                     | 2                  | 0                  | 2                  | 6           | -10         | 1           | 1              | -1             | 0              | 0                 | 0                 | 0                 | 30    | -23   | 13    |
| 2021/2022 | 14                     | -5                     | 9                      | 2                  | -1                 | 1                  | 0           | 0           | 0           | 0              | 0              | 0              | 12                | -10               | 5                 | 28    | -16   | 15    |
| 2022/2023 | 0                      | 0                      | 0                      | 0                  | 0                  | 0                  | 0           | 0           | 0           | 8              | -10            | 1              | 0                 | 0                 | 0                 | 8     | -10   | 1     |
| Всего     | 99                     | -86                    | 46                     | 13                 | -5                 | 9                  | 7           | -11         | 1           | 9              | -11            | 1              | 12                | -10               | 5                 | 144   | -124  | 62    |

### В сборной
| Матчи Магомедалиева за сборную Азербайджана | Матчи Магомедалиева за сборную Азербайджана | Матчи Магомедалиева за сборную Азербайджана | Матчи Магомедалиева за сборную Азербайджана | Матчи Магомедалиева за сборную Азербайджана | Матчи Магомедалиева за сборную Азербайджана  | Матчи Магомедалиева за сборную Азербайджана |
| ------------------------------------------- | ------------------------------------------- | ------------------------------------------- | ------------------------------------------- | ------------------------------------------- | -------------------------------------------- | ------------------------------------------- |
| №                                           | Дата                                        | Оппонент                                    | Счёт                                        | Пропущено голов                             | Соревнование                                 |                                             |
| 1                                           | 13 октября 2020 года                        | Кипр                                        | 0:0                                         | 0                                           | Лига наций УЕФА 2020/2021 (Группа 1, Лига C) |                                             |
| 2                                           | 14 ноября 2020 года                         | Черногория                                  | 0:0                                         | 0                                           | Лига наций УЕФА 2020/2021 (Группа 1, Лига C) |                                             |
| 3                                           | 17 ноября 2020 года                         | Люксембург                                  | 0:0                                         | 0                                           | Лига наций УЕФА 2020/2021 (Группа 1, Лига C) |                                             |
| 4                                           | 24 марта 2021 года                          | Португалия                                  | 0:1                                         | 1                                           | Отборочные матчи ЧМ-2022 (Европа, группа A)  |                                             |
| 5                                           | 30 марта 2021 года                          | Сербия                                      | 1:2                                         | 2                                           | Отборочные матчи ЧМ-2022 (Европа, группа A)  |                                             |
| 6                                           | 1 сентября 2021 года                        | Люксембург                                  | 1:2                                         | 2                                           | Отборочные матчи ЧМ-2022 (Европа, группа A)  |                                             |
| 7                                           | 4 сентября 2021 года                        | Ирландия                                    | 1:1                                         | 1                                           | Отборочные матчи ЧМ-2022 (Европа, группа A)  |                                             |
| 8                                           | 7 сентября 2021 года                        | Португалия                                  | 0:3                                         | 3                                           | Отборочные матчи ЧМ-2022 (Европа, группа A)  |                                             |
| 9                                           | 9 октября 2021 года                         | Ирландия                                    | 0:3                                         | 3                                           | Отборочные матчи ЧМ-2022 (Европа, группа A)  |                                             |
| 10                                          | 12 октября 2021 года                        | Сербия                                      | 1:3                                         | 3                                           | Отборочные матчи ЧМ-2022 (Европа, группа A)  |                                             |
| 11                                          | 11 ноября 2021 года                         | Люксембург                                  | 1:3                                         | 3                                           | Отборочные матчи ЧМ-2022 (Европа, группа A)  |                                             |
| 12                                          | 3 июня 2022 года                            | Казахстан                                   | 0:2                                         | 2                                           | Лига наций УЕФА 2022/2023 (Группа 3, Лига C) |                                             |
| 13                                          | 6 июня 2022 года                            | Беларусь                                    | 0:0                                         | 0                                           | Лига наций УЕФА 2022/2023 (Группа 3, Лига C) |                                             |
| 14                                          | 10 июня 2022 года                           | Словакия                                    | 0:1                                         | 1                                           | Лига наций УЕФА 2022/2023 (Группа 3, Лига C) |                                             |
| 15                                          | 13 июня 2022 года                           | Беларусь                                    | 2:0                                         | 0                                           | Лига наций УЕФА 2022/2023 (Группа 3, Лига C) |                                             |

Итого по официальным матчам: 15 матчей и 21 пропущенных голов; 1 победа, 5 ничьих, 8 поражений, 5 «сухих» матча.
| Год   | ОМ-ЧМ | ОМ-ЧМ | ОМ-ЧМ | ЧМ   | ЧМ   | ЧМ   | ОМ-ЧЕ | ОМ-ЧЕ | ОМ-ЧЕ | ЧЕ   | ЧЕ   | ЧЕ   | ЛН   | ЛН   | ЛН   | ТМ   | ТМ   | ТМ   | Всего | Всего | Всего |
| Год   | Игры  | Голы  | С.М.  | Игры | Голы | С.М. | Игры  | Голы  | С.М.  | Игры | Голы | С.М. | Игры | Голы | С.М. | Игры | Голы | С.М. | Игры  | Голы  | С.М.  |
| ----- | ----- | ----- | ----- | ---- | ---- | ---- | ----- | ----- | ----- | ---- | ---- | ---- | ---- | ---- | ---- | ---- | ---- | ---- | ----- | ----- | ----- |
| 2020  | 0     | 0     | 0     | 0    | 0    | 0    | 0     | 0     | 0     | 0    | 0    | 0    | 3    | 0    | 3    | 0    | 0    | 0    | 3     | 0     | 3     |
| 2021  | 8     | −18   | 0     | 0    | 0    | 0    | 0     | 0     | 0     | 0    | 0    | 0    | 0    | 0    | 0    | 0    | 0    | 0    | 8     | −18   | 0     |
| 2022  | 0     | 0     | 0     | 0    | 0    | 0    | 0     | 0     | 0     | 0    | 0    | 0    | 4    | -3   | 1    | 0    | 0    | 0    | 4     | −3    | 2     |
| Всего | 8     | -18   | 0     | 0    | 0    | 0    | 0     | 0     | 0     | 0    | 0    | 0    | 7    | -3   | 4    | 0    | 0    | 0    | 15    | −21   | 5     |